# أوردوس (مدينة)
مدينة أوردوس (بالصينية: 鄂尔多斯市) هي مدينة تقع في الصين في إقليم منغوليا الداخلية شمال الصين، ويمر من هذه المدينة النهر الأصفر، تعتبر هذه المدينة من أكبر مدن إقليم منغوليا الداخلية وتحيطها صحراء جوبي ويبلغ عدد سكانها 1940653 نسمة حسب إحصاء سنة 2010. وهي مقر محافظة في صحراء اوردوس

موقع مدينة اوردوس وسط صحراء اوردوس

في 2005 و بعد اكتشاف مكامن ضخمة للفحم والغاز قررت السلطات في منغوليا الداخلية التابعة للصين تطوير هذه المنطقة بانشاء مجموعة من المدن الجديدة الضخمة فيها و كانت اهمها مدينة اوردوس
على الرغم من سكانها البالغ عددهم مليون نسمة، لا تزال مدينة اوردوس تعتبر مدينة أشباح، خاصة بسبب حجمها وشوارعها التي تبدو فارغة جدًا.

## عموميات
عدد السكان: 1397000 نسمة
المساحة: : 86752 كيلومتر مربع (33495 ميل مربع)
الجنسيات : هان، مغول

## التقسيم الإداري
وحدة التقسيم الإداري الغالبة في منغوليا الداخلية هي اللواء
منطقة واحدة (منطقة دونغ شنغ) و 7 الوية (لواء دالاد، لواء جونغر اوتوغ، لواء اوتوغ الجبهي، لواء اوتوغ، لواء اوتوغ هانغ جين، لواء اوخن، لواء ايجين هورو) ،لواء: قي، وحدة ادارية خاصة في التنظيم الإداري لمنغوليا الداخلية.

## بعض أرقام الهاتف المفيدة
الشكاوى السياحية: 0477-8345413
توقعات الطقس: 121
التحقق من الرمز البريدي : 184
بنك الصين: 0477-8324641

## الموقع
تقع في الجنوب الغربي من منطقة منغوليا الداخلية ذات الحكم الذاتي،
ان هذه المدينة يطوقها النهر الأصفر من الشمال والغرب والشرق. ويفصلها سور الصين العظيم من الجنوب عن شنشى وشانشى
تشكل مدينة اوردوس مع هوه هوت وباوتو، المثلث الاقتصادي لهذه المنطقة.

## التاريخ
اوردوس، سابقا عصبة ايه جو، تعني القصور العديدة في اللغة المنغولية
عاش الناس هناك منذ 35 الف سنة و انشأوا حضارة (ثقافة) اوردوس
قبل ان تنشئ أسرة تشين ( 221 ق م إلى 206 ق م ) الإمارات و المقاطعات لإدارة هذه المنطقة، كانت عصبة ايه جو تحكم كليا أو جزئيا تحكم من قبل بعض القبائل البدوية.
في عهد اسرة قينغ (1644-1911)، تم تقسيم قبائل اوردوس إلى 6 عصبات

## التضاريس
بما انها تقع في المجرى الأعلى للنهر الأصفر، فإن المدينة بنيت في المنطقة النائية من هضبة اوردوس.
اما الجهة الشمالية من المدينة فهي سهل رسوبي اما الجزء الأوسط فهو صحراء مو اوس وصحراء خوقي

## المناخ
تنتمي منطقة اوردوس إلى المناخ القاري المعتدل النموذجي مع فصول اربع واضحة وشمس وفيرة.
ان سقوط الأمطار نادر ويرتكز بشكل رئيسي على الفترة ما بين جويلية وسبتمبر.
الربيع هو الموسم الذي تهب فيه غالبا العواصف الرملية والغبارية.

## وصلات خارجية
الموقع الرسمي الصيني حول مدينة اوردوس .باللغة الصينية.
الموقع الرسمي الصيني حول مدينة اوردوس.باللغة الإنجليزية.
صفحة خاصة حول المدينة . باللغة الفرنسية
صور مبهرة عن مدينة اوردوس
حول المدينة الجديدة كنغباشي